# Capitoliul Statelor Unite ale Americii
Capitoliul Statelor Unite ale Americii, conform originalului din engleză, [The] United States Capitol, este o clădire care servește ca sediu al guvernului pentru Congresul Statelor Unite ale Americii, ramura legislativă a guvernului federal al Statelor Unite ale Americii. Clădirea se găsește în Washington, D.C., în vârful colinei cunoscută sub numele de Capitol Hill, la capătul vestic al National Mall. Deși astăzi Capitoliul nu este centrul geografic al District of Columbia, clădirea Capitoliului se găsește la originea, în sens matematic, a construirii sferturilor în care este împărțit Districtul Federal Columbia. Oficial, ambele laturi de est și de vest ale Capitoliului sunt curent denumite "fornturi" (conform, "fronts"). Istoric, partea estică a clădirii ("the east front") a fost partea clădirii care inițial a fost desemnată pentru sosirea vizitatorilor, dar și a demnitarilor.

## Istoric

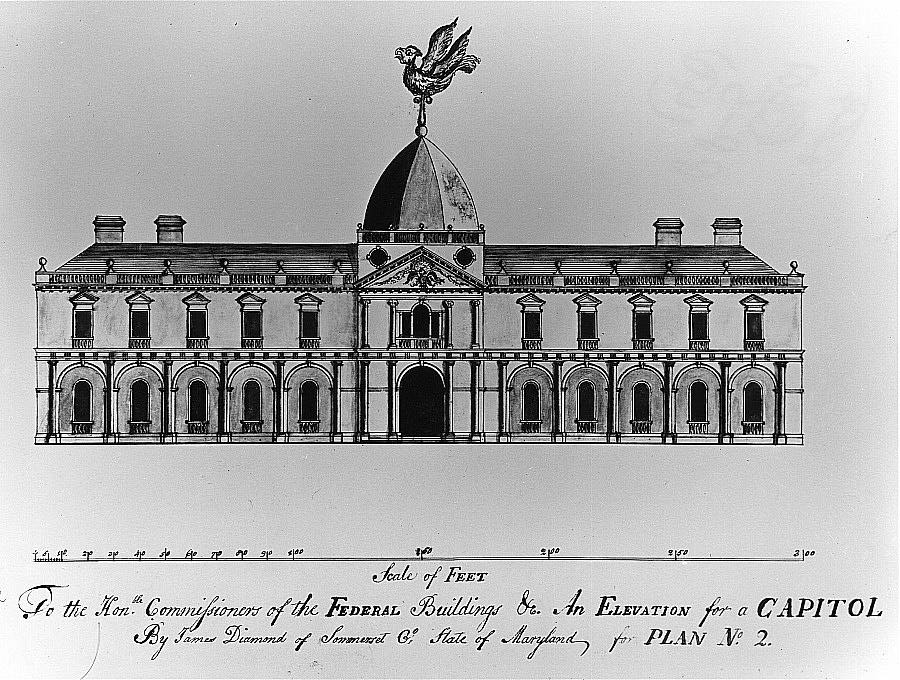
Desen al proiectului pentru U.S. Capitol, intitulat "An Elevation for a Capitol", autor James Diamond, a fost una din numeroasele intrări din concursul din 1792, care însă nu a fost selecționată.

### Concursul de proiectare
Proiectul inițial al lui Thornton a fost mai târziu modificat de către Benjamin Latrobe și apoi de Charles Bulfinch. Domul actual și aripile Casei și ale Senatului au fost proiectate de Thomas U. Walter și August Schoenborn, imigrant german, și au fost finalizate sub supravegherea lui Edward Clark.